# Gary Harris
Gary Harris (ur. 14 września 1994 w Fishers) – amerykański koszykarz, występujący na pozycji obrońcy, aktualnie zawodnik zespołu Orlando Magic.
W 2012 wystąpił w meczu wschodzących gwiazd - Nike Hoop Summit oraz McDonald’s All-American.
25 marca 2021 trafił w wyniku wymiany do Orlando Magic.

## Osiągnięcia
Stan na 27 marca 2021, na podstawie, o ile nie zaznaczono inaczej.
NCAA
- Uczestnik rozgrywek:
  - Elite 8 turnieju NCAA (2014)
  - Sweet 16 turnieju NCAA (2013, 2014)
- Mistrz turnieju konferencji Big Ten (2014)
- Najlepszy pierwszoroczny zawodnik konferencji Big Ten (2013)[5]
- Zaliczony do:
  - I składu:
    - Big Ten (2014)
    - defensywnego Big Ten (2014)
    - najlepszych pierwszorocznych zawodników Big Ten (2013)
    - turnieju Big Ten (2014)

  - II składu Big Ten (2013)